# Sveinn Brynjólfsson
Sveinn Brynjólfsson (* 27. Juli 1975 in Dalvík) ist ein ehemaliger isländischer Skirennläufer.

## Karriere
Sveinn Brynjólfsson nahm im März 1990 an den Alpinen Ski-Juniorenweltmeisterschaften in Lake Placid teil. Im November des Jahres absolvierte er seine ersten FIS-Rennen. Bei den Olympischen Winterspielen 1998 belegte er im Slalomrennen den 25. Platz. Zudem nahm er an der Winter-Universiade 2003 teil. Sein letztes FIS-Rennen bestritt er im April 2004 in Siglufjörður.

## Erfolge

### Olympische Winterspiele
- Nagano 1998: 25. Slalom

### Juniorenweltmeisterschaften
- Lake Placid 1994: 26. Slalom, 49. Riesenslalom, 60. Super-G

### Universiade
- Tarvisio 2003: 65. Super-G, DNF Riesenslalom, DNF Slalom

### Weitere Erfolge
- 3 Podestplätze bei FIS-Rennen